# 田辺敏明
田辺 敏明（たなべ としあき、1940年7月14日 - 2002年1月20日）は、日本の外交官。シカゴ総領事や、地球環境問題担当特命全権大使、駐ノルウェー特命全権大使等を歴任した。

## 人物・経歴
神奈川県横浜市出身。神奈川県立鶴見高等学校を経て、1962年一橋大学法学部卒業。国際連合日本政府代表部一等書記官、外務省経済協力局技術協力第二課長心得を経て、1978年外務省経済協力局技術協力第二課長。1980年外務省アジア局南東アジア第二課長。1981年在ジュネーヴ国際機関日本政府代表部参事官。1985年在イラン日本国大使館参事官。
1987年外務大臣官房外務参事官兼大臣官房領事移住部。1989年外務大臣官房審議官兼大臣官房領事移住部。1990年リオ・デ・ジャネイロ総領事。1992年国際連合環境開発会議日本政府代表顧問。同年シカゴ総領事。
1994年駐バハレーン特命全権大使。1997年特命全権大使（地球環境問題担当）、アジェンダ21履行の全般的レビューと評価のための特別総会日本政府代表、国際連合総会日本政府代表顧問、気候変動に関する国際連合枠組条約締約国会議日本政府代表。1998年参議院参事、参議院事務局国際部長。2000年駐ノールウェー兼アイスランド特命全権大使。
2002年1月20日、間質性肺炎のため死去。

## 著書
- 『地球温暖化と環境外交 : 京都会議の攻防とその後の展開』時事通信社 1999年